# Paru Itagaki
Paru Itagaki (板垣 巴留; Tokyo, 9 settembre 1993) è una fumettista giapponese di manga. 

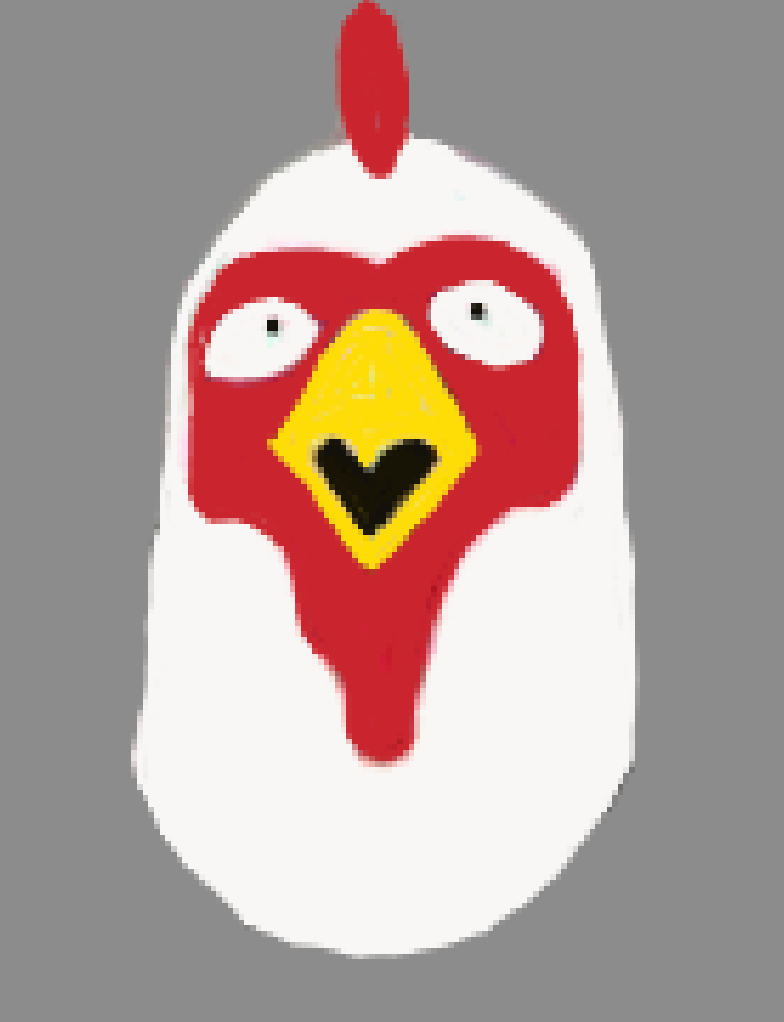
Maschera da gallina Paru Itagaki

È meglio conosciuta come la creatrice della serie manga di Beastars, per la quale ha vinto il Manga Taishō del 2018, un Premio culturale Osamu Tezuka, un Premio Kodansha per i manga e un Japan Media Arts Festival Award. È la figlia dell'artista manga Keisuke Itagaki.

## Biografia
Itagaki iniziò a disegnare già dall'asilo sino al liceo dove sviluppò il suo personaggio Legoshi, un lupo antropomorfo che di seguito apparirà nella serie manga Beastars. Si è molte volte ispirata alla Disney anche citandola, e ai loro disegni che usò come base d'ispirazione all'alba delle sue opere.
Più avanti si iscrisse all'Università d'arte Musashino dove studiò cinema. Durante la sua carriera universitaria disegnava manga come hobby con il quale fece delle opere corte che, non avendo trovato lavoro nell'industria cinematografica, consegnò all'azienda Akita Shoten che iniziò a pubblicarle nel Weekly Shōnen Champion nel 2016 prendendo il nome di Beast complex. Quello stesso anno l'Akita Shoten iniziò a lavorare con Itagaki sulla serie di Beastars, il quale nel 2019 grazie alla Orange studios (azienda animatrice) divenne la sua prima opera ad essere animata. 
Nel settembre del 2019 iniziò a lavorare su un'altra opera autobiografica chiamata Paruno graffiti nella rivista Kiss.
Paru Itagaki è molto riservata e si è fatta conoscere anche per un approccio idiosincratico alla fama: quando si muove o partecipa a eventi indossa sempre una maschera da gallina.

## Opere
- Beast Complex (ビーストコンプレックス, Bīsuto Konpurekkusu) (Weekly Shōnen Champion, 2016–2019; 2021)
- Beastars (ビースターズ, Bīsutāzu) (Weekly Shōnen Champion, 2016–2020)
- Paruno Graffiti (パルノグラフィティ, Paru no Gurafiti) (Kiss, 2019–2020)
- Bota Bota (ボタボタ) (Weekly Manga Goraku, 2020–2021)
- Sanda (SANDA) (Weekly Shōnen Champion, 2021–2024)[2]